# Neolangella
Neolangella es un género de foraminífero bentónico considerado como nomen nudum, aunque tal vez sea un error de nombre para referirse a Pseudolangella de la Subfamilia Ichthyolariinae, de la familia Ichthyolariidae, de la superfamilia Robuloidoidea, del suborden Lagenina y del orden Lagenida. Su rango cronoestratigráfico abarcaba desde el Pérmico hasta el Liásico (Jurásico inferior).

## Discusión
Clasificaciones más recientes incluirían Neolangella en la Subfamilia Langellinae y en la Familia Protonodosariidae. Pseudolangella ha sido considerado un sinónimo posterior de Cryptoseptida.

## Clasificación
En Neolangella no se ha considerado ninguna especie.